# Fromager

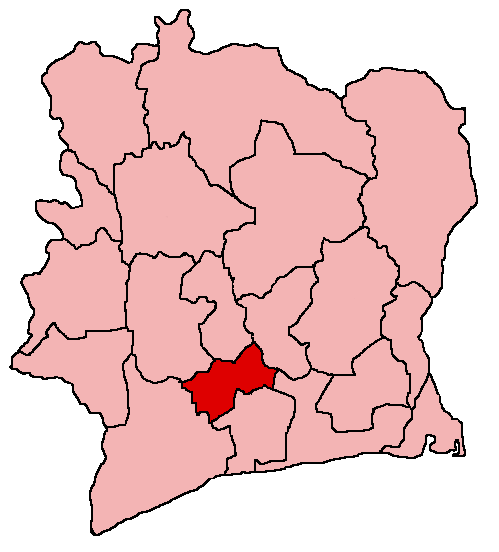
Poloha regionu Fromager na mapě Pobřeží slonoviny

Fromager byl jedním z 19 regionů republiky Pobřeží slonoviny, které existovaly do roku 2011, kdy proběhla reorganizace územně-správního členění státu. Jeho rozloha činila 6 900 km², v roce 2002 zde žilo 679 900 obyvatel. Hlavním městem regionu byla Gagnoa.
V roce 2011 vznikl sloučením tohoto regionu s regionem Sud-Bandama distrikt Gôh-Djiboua.